# Kloster Vergaville
Die ehemalige  Benediktinerinnenabtei Vergaville (Deutsch: Widersdorf) im Département Moselle in Lothringen, gegründet im 10. Jahrhundert, war ein Priorat des Klosters St. Georgen im Schwarzwald.
Vergaville wurde 966 durch Graf Sigéric von Salm als Benediktinerinnenabtei gegründet, 1086 erhielt die Gemeinschaft von Papst Viktor III. (1086–1087) die Zusicherung römischen Schutzes. Um 1126 ist das Kloster vom Schwarzwaldkloster St. Georgen aus reformiert worden. Vergaville wurde 1155 durch Kaiser Friedrich I. Barbarossa dem Schutz der Metzer Bischöfe unterstellt, es war ein Kloster unter St. Georgener Aufsicht, wie es ein Papstprivileg von 1179 formuliert. Im 14. Jahrhundert ist noch ein Prior des Schwarzwaldklosters in Vergaville bezeugt.
Die Verlegung der Reliquien des Hl. Eustasius von Luxeuil nach Vergaville löste im 12. Jahrhundert Wallfahrten aus, womit Vergaville auch eine Station des Jakobsweges wurde. 
Die heutige Kirche ist ein schlichter, flachgedeckter spätgotischer Saalbau über romanischen Fundamenten mit 5/8 Chor mit Maßwerkfenstern. Als bedeutendstes Ausstattungsstück hat sich die Figur des Hl. Eustasius aus dem frühen 14. Jahrhundert erhalten.
Die heutige Benediktinerinnenabtei Eyres-Moncube (Notre-Dame Saint-Eustase) geht auf Kloster Vergaville zurück.